# Rifugio Città di Massa
Il Rifugio Città di Massa è un rifugio situato nel comune di Massa in località Pian della Fioba, nelle Alpi Apuane, a 900 m s.l.m.
Il rifugio è di proprietà del CAI, sezione di Massa, che lo ha inaugurato nel 1966. 
Dal rifugio partono diversi sentieri escursionistici e anelli per mountain bike e a circa 500 metri si trovano le falesie del Monte Altissimo con numerose vie d'arrampicata. 
È inoltre un buon punto di partenza per visitare l'antico borgo di Antona e le pozze del fiume Frigido. 
Il rifugio ha ricevuto il riconoscimento di "Esercizio consigliato dal Parco per le sue scelte eco-compatibili". 

## Accessi
Il rifugio si trova di fronte all'Orto botanico Pellegrini-Ansaldi ed è raggiungibile in auto dalla strada provinciale che collega Massa ed Arni. 
In auto, dista circa 16 km da Massa e 25 km da Castelnuovo di Garfagnana. 
A piedi dista circa 2 ore dal rifugio Adelmo Puliti. 

## Ascensioni
- Monte Altissimo - 1.589 m s.l.m.